# Miechowo (rejon mołodecki)
Miechowo – dawniej zaścianek. Obecnie część Zabłocia na Białorusi, w obwodzie mińskim, w rejonie mołodeckim, w sielsowiecie Ciurle.

## Historia
W czasach zaborów zaścianek w powiecie wilejskim, w guberni wileńskiej Imperium Rosyjskiego.
W latach 1921–1945 zaścianek leżał w Polsce, w województwie wileńskim, w powiecie wilejskim, od 1927 roku w powiecie mołodeczańskim,  w gminie Lebiedziewo.
Według Powszechnego Spisu Ludności z 1921 roku zamieszkiwało tu 30 osób, wszystkie było wyznania prawosławnego i zadeklarowały białoruską przynależność narodową. Było tu 5 budynków mieszkalnych. W 1931 w 11 domach zamieszkiwało 50 osób.
Wierni należeli do parafii rzymskokatolickiej w Lebiedziewie i prawosławnej w Nasiłowie. Miejscowość podlegała pod Sąd Grodzki w Mołodecznie i Okręgowy w Wilnie; właściwy urząd pocztowy mieścił się w Lebiedziewie.
W wyniku napaści ZSRR na Polskę we wrześniu 1939 miejscowość znalazła się pod okupacją sowiecką. 2 listopada została włączona do Białoruskiej SRR. Od czerwca 1941 roku pod okupacją niemiecką. W 1944 miejscowość została ponownie zajęta przez wojska sowieckie i włączona do Białoruskiej SRR.
Od 1991 w składzie niepodległej Białorusi.